# Vestido de novia de Jacqueline Kennedy
El vestido de novia de Jacqueline Kennedy es el traje que la primera dama lució en su boda con John F. Kennedy, la cual tuvo lugar en St. Mary's Church, en Newport, el 12 de septiembre de 1953. El vestido, realizado en tafetán de seda, es uno de los atuendos nupciales más recordados de todos los tiempos.
El traje fue creado por la diseñadora afroamericana Ann Lowe, y pese a la fama del mismo, nunca recibió en vida crédito alguno por ello.

## Descripción
La madre de Jacqueline, Janet Lee Bouvier, contrató a Lowe para diseñar y confeccionar el traje de la novia así como los trajes de su séquito nupcial (Lowe ya había elaborado el vestido de novia de Janet en su boda con Hugh Auchincloss). El atuendo, confeccionado en tafetán de seda color marfil, presenta un escote retrato, un corpiño decorado con drapeado oblicuo y una amplia falda redonda estilo princesa, la cual incluye bandas entrelazadas, rosetones bordados a mano y pequeñas flores de cera. Por su parte, el velo, con una larga cola de tul decorada con detalles de plumeti y encaje así como bordados a modo de ribete y motivos florales salpicados por toda la pieza, había pertenecido a la abuela de Jacqueline, quedando el mismo ceñido al cabello mediante una tiara con flores de encaje naranja, mientras que el ramo, estilo bouquet, estaba compuesto de gardenias, rosas blancas y orquídeas, luciendo la novia un par de guantes cortos de color blanco.
Jacqueline llevó pocas joyas el día de su boda, si bien cada una de las piezas que lució (un collar, un alfiler y un brazalete) tenía un significado personal: el collar de perlas de una sola hilera constituía una reliquia familiar, mientras que el alfiler de diamantes era de sus padres, siendo el brazalete, también de diamantes, regalo de Kennedy.

## Contratiempos
Diez días antes de la ceremonia, una fuga de agua en la tienda, ubicada en Lowe's Lexington Avenue,  arruinó el traje de novia así como nueve de los vestidos de las damas, realizados estos últimos en falla de seda rosa y satén rojo. Lowe y su equipo trabajaron durante ocho días para reconstruir los trajes y poder entregarlos a tiempo para la boda (el tiempo dedicado a los trajes originales había sido de ocho semanas y se habían requerido 50 kilos de seda), motivo por el que en vez de los $700 estimados de beneficio, Lowe sufrió pérdidas por valor de $2200.
Además de este inconveniente, cuando la diseñadora se presentó en casa de  Jacqueline para entregar el vestido, un mayordomo le indicó que debía entrar por la puerta de servicio, a lo que Lowe se negó ofendida, declarando que no entregaría el traje a menos que le dejasen ingresar por la puerta principal, algo que finalmente se le permitió. Tras el enlace, se preguntó a Jacqueline por la diseñadora de su vestido, respondiendo la futura primera dama  que la autora era una «mujer de color». Estas declaraciones provocaron la ruptura de la amistad que Lowe mantenía con Jacqueline, si bien ambas se reconciliarían posteriormente.

## Legado
El vestido fue elaborado a mano siguiendo un diseño tradicional (particularmente la falda) por expreso deseo de la familia Kennedy, obteniendo reconocimiento a nivel mundial. No obstante, Jacqueline deseaba un traje sencillo, con líneas firmes, con el fin de complementar su figura alta y delgada; posteriormente confesaría en privado a sus amistades que no le gustaba el escote del vestido debido a que, según ella, enfatizaba su busto pequeño, afirmando también que la falda parecía «una pantalla de lámpara».